# Kritsá (Lassíthi)
Kritsá, en grec moderne : Κριτσά, est l'un des plus grands villages de la Crète, en Grèce. Il fait partie du dème d'Ágios Nikólaos, dans le district régional de Lassíthi. Selon le recensement de 2011, la population de Kritsá compte 1 300 habitants. Il est construit au pied de la montagne Kástellos, à une altitude de 330 à 365 m. Il est situé à 9 km d'Ágios Nikólaos et 6 km de Kroústas.
Les vestiges archéologiques de la cité antique de Lato sont situés à environ 2 km au nord de la localité.